# Her First Elopement
Her First Elopement er en amerikansk stumfilm fra 1920 af Sam Wood.

## Medvirkende
- Wanda Hawley som Christina Elliott
- Jerome Patrick som Adrian Maitland
- Nell Craig som Lotta St. Regis
- Lucien Littlefield som Ted Maitland
- Jay Eaton som Gerald Elliott
- Helen Dunbar som Letitia Varden
- Herbert Standing som John Varden
- Edwin Stevens som Mr. Maitland Sr.
- Margaret Morris som Bettie Carlisle
- Ann Hastings som Trixie
- John McKinnon som Hardy